# El diluvio que viene
El diluvio que viene (Aggiungi Un Posto a Tavola, en su título original) es una comedia musical en dos actos de Pietro Garinei y Sandro Giovannini, escrita entre 1973 y 1974 con Iaia Fiastri, adaptación libre de la novela "After me the Deluge", de David Forest. La música es de Armando Trovaioli, escenografía y vestuario originales (Italia) de Giulio Coltellacci y coreografía de Gino Landi. Tras un rotundo éxito en Roma en 1974, la obra fue traducida a varios idiomas y llevada a otros países, con similar éxito.
En Italia se repone periódicamente con mucho éxito siempre. Se ha convertido en un clásico.

## Antecedentes
Entre 1973 y 1974, Pietro Garinei y Sandro Giovannini escribieron con Iaia Fiastri un musical inspirado en la novela “After Me the Deluge” (“Después de Mí el Diluvio”) de Forrest, encargando la composición de la música a Armando Trovaioli, gran jazzista romano. El costo total de la puesta en escena era bastante alto, cerca de 250 millones de liras, debido sobre todo a la realización de la magnífica escenografía en madera, montada sobre el escenario giratorio del teatro “Sistina”. Las escenas de la construcción del arca y del diluvio fueron de peculiar efecto. El espectáculo recibió su título a pocos días del estreno, tras una votación de la compañía, que prefirió “Aggiungi un Posto a Tavola” (“Pon un Sitio en la Mesa”) a “La bis bisarca” (“La Segunda Arca”) y a “Concerto per prete e campane” (“Concierto para Cura y Campanas”).

## Personajes
| Personaje                       | Actor/Actriz (México) | Actor/Actriz (Argentina) | Actor/Actriz (España, 1977) |
| ------------------------------- | --- | ------------------------ | --------------------------- |
| Don Silvestre - Cura del pueblo | Héctor Bonilla (1977 - 1981, 1992-1994) Roberto Blandón (1994) Jaime Camil / Ernesto D'Alessio / Manu Pereyra (2007)                    | José Ángel Trelles       | Lorenzo Valverde            |
| Clementina - Hija del alcalde   | Mónica Sánchez Navarro (1977 - 1981, 1994) Rosalía Valdés (1977 - 1981) Mariana Levy (1992-1993) María Inés Guerra / Gloria Aura (2007) | Vicky Buchino            | María Elías                 |
| Don Crispín - El alcalde        | Patricio Castillo (1977 - 1981), (2007) Luis Couturier(1992-1994)                                                                       |                          | Franz Joham                 |
| Hortensia - Esposa del alcalde  | Rebeca D’Vivar (1977 - 1981) Marta Resnikoff (1992-1994) Carmen Delgado(2007)                                                           |                          | Josefina Güell              |
| Totó - Tonto del pueblo         | Arturo García Tenorio (1977 - 1981) Gerardo González (1992-1994) Enrique de la Riva (2007)                                              |                          | Manuel Zarzo                |
| Consuelo - Prostituta           | Daniela Romo / Raquel Olmedo (1977 - 1981) Rosita Pelayo (1992-1993) Laura Luz (1994) María Filippini (2007)                            |                          | Lia Uyá                     |
| Dios (voz)                      | Manolo Fábregas (1977 - 1981, 1992-1994, 2007)                                                                                          |                          | José Guardiola (actor)      |

## Argumento

### Primer acto
Don Silvestre, cura de un pequeño pueblo montañés, recibe un llamado telefónico de Dios, anunciándole que enviará un segundo diluvio universal. Silvestre tiene la misión de construir un arca y salvar a su aldea, que ha sido elegida para repoblar la tierra. Clementina, que está secretamente enamorada del párroco, está dispuesta a ayudarlo, pero su padre, el alcalde, no cree una palabra de lo que Silvestre dice, a pesar de que este realiza un milagro con el que convence a todos. El Alcalde sigue oponiéndose a las intenciones de Silvestre y el pueblo, y todo se complica con la llegada de Consuelo, una mujer de la vida fácil, que distrae a todos los varones del pueblo en la noche previa al diluvio, que por instrucciones del Señor, debía estar dedicada a procrear. Dios interviene nuevamente para restablecer el orden otorgándole a Totó, el tonto del pueblo, su virilidad, para que mantenga ocupada a Consuelo. Tras esa noche de pasión, Totó se enamora de Consuelo y le propone matrimonio. Cuando el pueblo se entera de que Consuelo, al convertirse en esposa de Totó, también subirá en el arca con ellos, se rehúsan a seguir construyendo el arca. Silvestre trata de convencerlos, pero finalmente decide arreglárselas solo. Sin embargo, poco a poco, empezando por Clementina, todos se arrepienten y se acercan a ayudarlo, hasta que en un acto de trabajo en equipo, montan el arca y la dejan lista para zarpar. El primer acto termina cuando descubren que el Alcalde ha desaparecido.

### Segundo acto
El Alcalde, que se oculta en la estatua del santo del pueblo, consigue hacer una llamada a las autoridades locales para que detengan a Silvestre en su “demente” plan de subir a todo el pueblo a un arca. Justo a la mitad de la boda de Totó y Consuelo, el Alcalde debe salir de la estatua debido a una imperiosa necesidad y es descubierto, de modo que es apresado y encerrado. Más tarde, Clementina le confiesa su amor a Silvestre, quien se resiste a faltar a su celibato, pero tras consultarlo con Dios, este le dice que Él nunca ordenó tal cosa del celibato, así que Silvestre es totalmente libre de amar a Clementina. Tras subir a los animales en el arca, Silvestre y todo el pueblo se disponen a zarpar, pero en eso aparecen las autoridades locales, que intentan detener toda la acción. Sin embargo, el diluvio empieza, y como solo Silvestre y Clementina están a bordo del arca, a Dios le parece bien que solo ellos se salven. Silvestre se niega a dejar que todos sus feligreses se ahoguen, así que en un acto de rebeldía se baja del arca y esto obliga a Dios a detener el diluvio. Al final todos celebran su salvación con una gran comida. Silvestre le pide perdón a Dios por su rebeldía, y Este decide acompañarlos en su celebración (de ahí el título original de la obra, "Pon un sitio más en la Mesa").

## Números musicales
Primer Acto:
Obertura: Un Nuevo Sitio Disponed (Latinoamérica: ...Disponer; It. Aggiungi un posto a tavola)
Qué pena Que Sea Pecado (Peccato che sia peccato)
Calma (Sono calmo)
Concierto para Cura y Campanas (Concerto per prete e campane)
Tira el Dinero (Buttalo vía)
Bella Noche Sin Sueño (Notte da non dormire)
¡Ahí Va la Consuelo! (Consolazione)
Bella Noche Sin Sueño (bis)
Esto Es Amor (L'amore secondo me)
Las Hormigas Mueven la Montaña (Una formica è solo una formica)
Segundo Acto:
La Balada de San Crispín (La ballata di San Crispino)
Qué pena Que Sea Pecado (bis) 
¡Dulce Clementina! (Clementina)
Te Quiero (Ti Voglio)
Cuando el Arca se Detenga (Quando l'Arca si fermerà)
Esto es el Amor (bis)
Un Nuevo Sitio Disponed (Finale)

## Representaciones en español

### Versiones en España
La obra se representó por primera vez en español en el Teatro Monumental de Madrid el 11 de marzo de 1977, producido por Ramón y Antonio Riba, con el mismo montaje italiano: escenografía y vestuario de Giulio Coltellacci, coreografía de Gino Landi y dirección de Garinei y Giovannini. La dirección musical estaba a cargo de Rafael Ibarbia y la dirección de los coros a cargo de Joaquín Laría. 
El reparto del estreno y siguientes funciones estuvo formado por: Franz Johan (Crispín), Lia Uya (Consuelo), Lorenzo Valverde (Don Silvestre), Víctor Petit (Don Silvestre, en algunas representaciones. Abandonó la compañía en el verano de 1977), Manuel Zarzo (Totó), María Elías (Clementina), Josefina Güell (Hortensia), Franco Ricchio (El Altísimo Prelado) y José Guardiola (actor) (La Voz de Dios).
Esta producción permaneció en cartel de forma ininterrumpida hasta el verano de 1980, suponiendo entonces un éxito sin precedentes en la comedia musical en España. Posteriormente realizó una gira por diversas ciudades españolas que concluyó con la vuelta al Teatro Monumental de Madrid, con algunos cambios en el reparto, como Roberto Arroyo como Totó, realizándose las últimas representaciones entre mayo y julio de 1983.
En el año 1995 se reestrenó en el Teatro Calderón de Madrid, con producción de José Luis Moreno y con un reparto integrado por Quique Camoiras (Crispín), Paco Morales y Carlos Marín (Don Silvestre), Margarita Marbán y Carmen Pascual (Clementina), Pedro Pablo Juárez (Totó), Gema Castaño (Consuelo) y Pepa Rosado (Hortensia). José Guardiola (actor), ya por entonces fallecido, siguió siendo "La voz de Dios", ya que las intervenciones del personaje estaban pregrabadas.
El 10 de diciembre de 2004 tuvo lugar el segundo reestreno en el Teatro Olympia de Valencia, protagonizada por Gisela, Paco Morales, Mamen García, José Luis Gago, Gema Castaño y Adolfo de Grandy. La dirección artística estuvo a cargo de Pedro Pablo Juárez y la dirección musical a cargo de Arturo Díez Boscovich. Esta producción llegó posteriormente al Teatro de la Latina de Madrid.

### Primera versión mexicana
Estrena en 1977 y dura hasta 1981. Con funciones de martes a domingos, llegó a celebrar más de 1.800 representaciones.
El gran señor del teatro en México, Manolo Fábregas, llevó al máximo éxito esta gran obra que por primera vez se presentaba en México como el “Primer Espectáculo Musical en Scenorama”. Estrenada en 1977, la temporada duró por más de seis años y casi con los mismos actores originales. El elenco fue con Héctor Bonilla, Mónica Sánchez Navarro, Patricio Castillo, Rebeca D’Vivar, Arturo García Tenorio y Daniela Romo, en el papel de Consuelo, cuando empezaba su carrera. Este mismo personaje lo escenificó Raquel Olmedo en una parte de la temporada. Todo México tuvo la oportunidad por lo menos de verla una vez en el gran teatro San Rafael.
En el mismo recinto, se hizo un remontaje de la obra en 1992, que duró en temporada hasta 1993. Bonilla repitió el papel de Silvestre al lado de Mariana Levy, Luis Couturier, Rosita Pelayo y Gerardo González. Mariana Levy deja el papel para los últimos meses y es reemplazada por Mónica Sánchez Navarro; Laura Luz sustituye a Rosita Pelayo.
Una anécdota aparte, es que se rumorea que Silvia Pinal quería comprar los derechos de esta obra mucho antes que Manolo Fábregas, y se la propuso a Rafael Banquells para que la dirigiera y tener a las dos hijas en los papeles principales: Silvia Pasquel como Consuelo y Rocío Banquells como Clementina. Pero al final no se consolidó el proyecto y Manolo Fábregas fue quien finalmente llevó a escena esta comedia musical convirtiéndola en un clásico de México.

### Reestreno en México (2007)
Para la versión moderna de El Diluvio que viene en México, Jaime Camil interpretó el papel de "Silvestre" (Ernesto Dalessio, Manu Pereyra)  (Héctor Bonilla en la versión original), María Filippini (Consuelo). La cantante María Inés Guerra en el papel de Clementina, el papel del alcalde, Patricio Castillo, quien interpretó el mismo papel en la versión original. Carmen Delgado (Hortensia), el actor Héctor Bonilla dirigió en este país la nueva versión del musical El diluvio que viene. El teatro San Rafael fue de nueva cuenta el escenario. Posteriormente Jaime Camil fue substituido por Ernesto D'alessio.
La Agrupación de Críticos y Periodistas de Teatro reconocen en su XXV entrega de premios a María Inés Guerra como la Mejor Actriz Revelación en una comedia musical por el papel de "Clementina" gracias a su destacada participación, pero sobre todo por su alto crecimiento a nivel vocal; además de obtener un "Premio Bravo" en la misma categoría. El diluvio que viene se adjudicó también la "Dama de la Victoria" en las categorías de Musical Extranjero, Mejor Ensamble de Bailarines (Pepe Posada Coreógrafo) y Coactor de Musical (Patricio Castillo), Actor Revelación (Enrique de la Riva), Coactriz (María Filippini), Actor de Musical (Jaime Camil) preseas a lo mejor del teatro en 2007.
El diluvio culminó con gran éxito después de ocho meses en escena y cumplir con 2, 639 representaciones, además de grabar un álbum totalmente en vivo.

### El Diluvio en Argentina
En Argentina se estrenó en 1979 en el Teatro Nacional y estuvo tres años ininterrumpidos en cartel (la mitad en esa sala y el resto en el Teatro Cómico). Fue protagonizada por José Ángel Trelles como el padre Silvestre, Vicky Buchino como Clementina y Luis Tasca como la Voz de Dios; también actuaban Graciela Pal, Valeria Vanini, Jacques Ardt y Charly Diez Gómez. El espectáculo recibió el premio Prensario al mejor espectáculo teatral.
De esa versión quedó un disco con todas las canciones de la obra.
Bajo una nueva producción, la obra fue repuesta en el Teatro Astral en 1985 y permaneció en cartel hasta fines de ese año, continuando la temporada de verano en el Teatro Opera de Mar del Plata, donde recibió dos premios Estrella de Mar (mejor musical y mejor escenografía) y el Premio Cruz Roja al mejor espectáculo para toda la familia.
Finalmente, la obra salió de gira por grandes ciudades del interior y el conurbano bonaerense, hasta que bajó de cartel el 4 de octubre de 1987 en el teatro Colonial de La Plata.
En 1992 se hizo la última reposición en el Teatro Lola Membrives, con Juan Darthés como el Padre Silvestre, Tincho Zabala como la Voz de Dios, y Mónica De Andrés, María José Demare, Inés Estévez y Diego Jaraz entre otros.
Un nuevo intento en el año 2003 fracasó.
Finalmente, la obra se reestrenó en la temporada de verano 2010-2011 en Mar del Plata, donde fue nominada para 9 premios "Estrellas de Mar"., ganando 4 de ellos. En esta ocasión, los protagonistas son Juan Durán, Natalie Pérez, Pablo Nápoli, Juan B. Carreras y Julia Calvo.
En 2012 El Diluvio Que Viene se presentó en el Teatro Lola Membrives con Juan Durán, Natalie Pérez, Pablo Nápoli, Juan Bautista Carreras y Adabel Guerrero por Julia Calvo y la producción de Laura Fidalgo. 
En enero de 2016 se reestrenó en el teatro Ópera Allianz protagonizado por Juan Durán, Sabrina Artaza, Pablo Nápoli y Juan Bautista Carreras.